# Secret (film)
Pour les articles homonymes, voir Secret (homonymie).
Pour plus de détails, voir Fiche technique et Distribution.
Secret (chinois traditionnel : 不能说的秘密; chinois simplifié : 不能说的秘密; pinyin : Bùnéng Shuo de Mimi, littéralement « Le secret qui ne peut être dit ») est un film romantique taïwanais de 2007. Il est le premier long métrage de Jay Chou qui joue le rôle masculin principal, a coécrit le film avec Chi-Long, et chante la musique du film. 
Le film a remporté plusieurs prix dont le 44e Golden Horse Film Festival des meilleurs effets visuels, le film taïwanais le plus remarquable de l’année et la meilleure bande originale de film.

## Production
Le film raconte une histoire d’amour que Jay Chou a adaptée à partir de ses expériences personnelles. Quand le film est sorti, Chou a admis qu’il a utilisé pour l’intrigue de l’histoire son expérience acquise en étant adolescent, bien qu’il ait précisé que son histoire personnelle n’était pas aussi romantique.
Le tournage du film a commencé en janvier 2007 et a été achevé en mars. Malgré son expérience acquise lors de ses tournages de clips musicaux, Chou admet que les films sont beaucoup plus difficiles en raison des contraintes de temps et de la complexité de l’histoire.
Parce que Chou a eu peur que les gens se demandent s'il a vraiment réalisé le film lui-même, il a refusé que le réalisateur Andrew Lau lui rende visite pendant le tournage. Toutefois, Chou a affirmé lui avoir envoyé le pilote du film par la suite.

## Fiche technique
- Musique : Jay Chou
- Production : William Kong
- Sociétés de distribution : Film Edko (Hong Kong) - Keris Films Cathay (Singapour) Media InnoForm (Singapour)
- Format : 35 mm - 2.35:1 - Dolby Digital / DTS
- Langue : mandarin, anglais

## Distribution

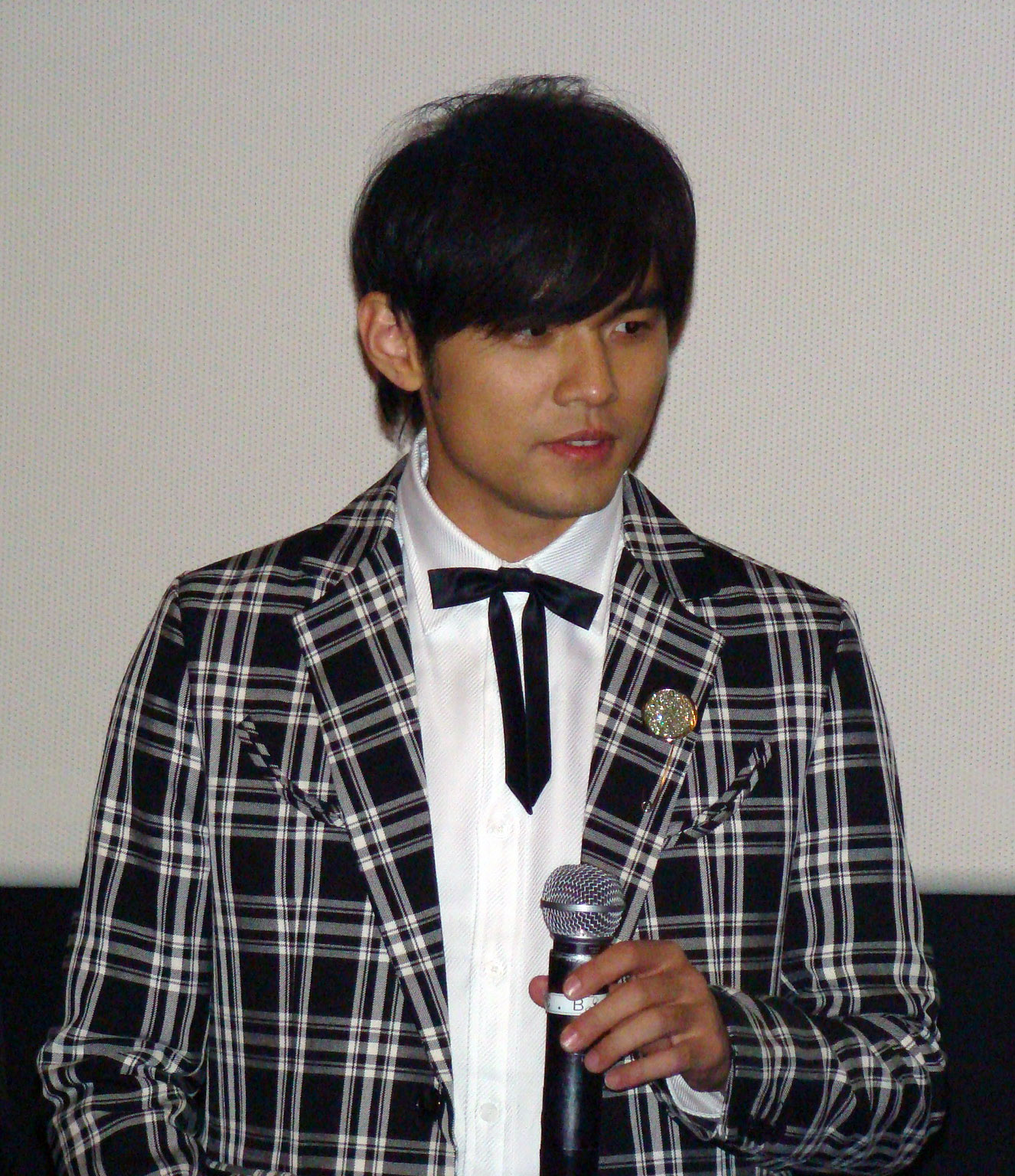
Jay Chou à la première de Secret à Séoul, le 10 janvier 2008.

- 周杰倫 (周杰伦) Jay Chou : 葉湘倫 (Ye Xianglun), étudiant en musique avec une spécialisation en piano. Il vit avec son père.
- 桂綸鎂 (桂纶镁) Kwai Lun-mei : 路小雨 (Lu Xiaoyu), étudiante en musique qui vit avec sa mère.
- 黄秋生 (黄秋生) Anthony Wong Chau-sang : 小倫爸爸, le père de Ye Xianglun et enseignant dans l’école.
- 曾愷玹 (曾恺玹) Alice Tzeng : 晴依 (Qing Yi), camarade de classe de Ye Xianglun et qui est amoureuse de Ye.
- 宋健彰 Devon Song : 阿宝/阿寶 (Abao), membre d'une équipe de rugby.
- 黃俊郎 (黄俊郎) Huang Junlang ; 阿郎 (Alang), ami d’Abao et capitaine de l'équipe de rugby.
- 詹宇豪 Yuhao Zhan : 雨豪 (Yu Hao), « Prince du piano », un talentueux joueur de piano. Il fait une « bataille de piano » avec Ye Xianglun.

## Histoire
Ye Xianglun est un étudiant en musique avec une spécialisation piano. Il vient d’être transféré d’une école secondaire dans une école célèbre, réputée pour ses élèves doués en musique et particulièrement au piano. Le premier jour dans l'école, comme il erre à travers le bâtiment réservé aux cours de piano, il entend une mélodie mystérieuse jouée dans une des salles. En suivant le son, il trouve Lu Xiaoyu, une autre remarquable joueuse de piano. Quand il lui pose des questions sur la chanson qu’elle jouait, elle lui dit que c’est un secret qui ne peut être dit. Les deux musiciens développent une relation qui est assombrie de mystère. Lorsque Xianglun apprend à Xiaoyu que le bâtiment des cours de piano va être démoli le jour de la remise des diplômes, elle lui enseigne la musique secrète, mais lui demande en échange de ne pas la jouer sur le piano le plus ancien du bâtiment. 
Lors d’un quiproquo, Xianglun embrasse Qing Yi. Xiaoyu s’enfuit et disparaît pendant cinq mois, pour revenir le jour de la remise des diplômes puis disparaît à nouveau mystérieusement. Xianglun demande alors autour de lui des nouvelles de Xiaoyu. Il découvre alors que l’amour de sa vie était élève de ce lycée en 1979, soit près de 20 ans plus tôt. Son père, qui travaillait déjà dans l'école à l'époque, lui raconte que Xiaoyu lui avait révélé qu’elle avait voyagé dans le temps grâce à une mélodie mystérieuse appelée « Secret » qu’elle avait jouée sur le vieux piano dans le bâtiment de l’école, et qu’elle était tombée amoureuse de la première et seule personne qui pouvait la voir dans le futur.
Lorsqu’elle revient à son époque, son histoire se répand au milieu des élèves qui la croient folle. Lors de la remise des diplômes, elle se souvient que Xianglun lui avait promis de lui composer une musique et elle refait un bond dans le futur pour revoir Xianglun une dernière fois. Lors de leurs retrouvailles, elle voit le bracelet de Qing Yi au poignet de celui qu’elle aime et croit qu’il l'a oubliée, et s’enfuit le cœur lourd. Elle a une crise d’asthme mais a oublié son inhalateur ; se sentant mourir, elle écrit un mot d’amour sur son bureau essayant de laisser un message à travers le temps au garçon qu'elle aime et meurt. Xianglun, qui en 1999 voit le message se matérialiser sous ses yeux, essaye en vain de lui répondre. N’obtenant pas de réponse, il se précipite à la maison de Xiaoyu où il trouve sa chambre vide. La mère de Xiaoyu reconnaît enfin Xianglun sur un dessin que sa fille avait fait 20 ans plus tôt. 
Après avoir appris l’histoire de Xiaoyu et de son voyage dans le temps, Xianglun se rend compte que le morceau qu’elle lui avait appris est le « secret » qui lui avait permis de voyager dans le temps en fonction du tempo insufflé au morceau. Il se précipite donc dans la salle de piano en cours de démolition. Juste avant que la salle de piano ne soit détruite, Xianglun joue le morceau et remonte en 1979. En effet, Xiaoyu lui avait dit « J'ai toujours joué si vite quand je reviens ». Il retrouve donc Xiaoyu dans le passé mais elle ne semble pas le reconnaître. Le film s’arrête sur une photo de classe avec nos deux protagonistes. On peut penser que, dans la mesure où le piano a été détruit dans le futur, Xianglun ne peut rentrer dans son époque.

## Ajout personnel
Chou a ajouté des éléments au film en hommage à son école secondaire et à son compositeur favori, Frédéric Chopin.
- Dans le film, il a incorporé des éléments qui reflètent son expérience réelle à l’école, comme son passage en tant que pianiste de la chorale de l’école. Dans le film, il a été pianiste de l’orchestre et a joué au cours de la remise de diplôme.
- Dès le début du film, des références à Chopin sont insérées dans le film avec une leçon au sujet de Chopin en classe. Il est décrit comme un musicien et compositeur doué. Il y a dans la salle du vieux piano, deux tableaux avec Chopin et sa bien-aimée (George Sand). Les deux protagonistes ont d’ailleurs une conversation au sujet de Chopin et son amante. Il déplore que le couple ait été séparé mais Xiaoyu, elle, semble jalouse que les amants aient eu la chance de passer 10 ans ensemble. Plusieurs musiques de Chopin sont jouées : Valse op. 64 n° 2, Étude op. 10 n° 5 "Sur les touches noires" et la Valse d’adieu.

## Réception
- Selon Cinema Online, Chou fait un meilleur travail dans les coulisses que devant la caméra. Le rythme de l’histoire est satisfaisant, la cinématographie est magnifique et Chou est capable de transmettre la magie de la musique : « vous quittez le cinéma à l’image des doigts de Chou dansant sur les touches du piano, la création de cette musique extraordinaire, il sera à l’image de Chou jouant du piano avec une seule main, jouant à deux pianos en même temps ou jouant les yeux fermés le visage renversé emporté par le bonheur. Ce qui fait que ce film vaut le détour la musique semble vraiment magique. »

- LoveHKFilm.com convient que Chou n’est pas l’homme le mieux pour conduire un rôle romantique, il n’est pas en mesure de produire toute la gamme des émotions nécessaire pour toucher les cinéphiles. Au lieu de cela, Kwai Lun Mei a été elle louée pour son jeu excellent. Décrivant le film comme un gentil, romantique, ayant une image assez bon enfant que Chou dirige avec une main habile. La cinématographie et la direction artistique ont été également louées pour sa beauté ainsi que la musique du film. En ce qui concerne l’histoire, illogique, c'est le plus grand inconvénient du film ; en effet, l’intrigue ne  respecte souvent pas ses propres règles, en créant des espaces logiques. Les acteurs de soutien ont été trouvés ennuyeux à l’exception d’Anthony Wong, qui a été félicité pour son jeu diversifié. Le fait est que la plupart des figurants ne sont pas du milieu du cinéma mais des amis ou des proches de Jay Chou. Toujours selon LoveHKFilm.com, il y a une certaine alchimie entre Chou et Kwai mais leurs dialogues manquent de profondeur et d’émotions, en grande partie due à l’impossibilité de Chou à bien agir. Il considère Chou comme charmant et sympathique mais sans passion à l’écran, étant trop éloigné de ses émotions.

- Asianmovieweb est surpris de voir Chou comme un bon réalisateur, mais le rejette comme acteur. La bande son est louée pour sa beauté ainsi que la cinématographie et l’attention de Chou portés aux détails minuscules. Tout en mentionnant les lacunes logiques dans l’histoire malgré tout distrayante.

- Variety considère le film étonnamment bon, avec des acteurs décents (en dehors de Chou) et fait l’éloge de la musique. La critique voit l’influence cinématographie sud-coréenne dans Secret avec le style d’Hollywood des années 1940 et taïwanaise des années 1970.

- MovieXclusive.com pense qu’il est rare de voir une image si bien réalisée par un musicien devenu réalisateur, mais Chou est capable de « le faire ». Le casting a été félicité en ce qui concerne Anthony Wong et Kwai Lun Mei, cette dernière étant félicitée pour sa capacité à créer un air mystérieux autour d’elle. La meilleure partie du film selon cette critique étant la bataille au piano qui est comparée à des scènes d’action entre Jet Li et Tony Jaa. Toutefois la critique n’est pas satisfaite de l’édition et du rythme du film, mais néanmoins considère le film comme une pièce réussie.

- Combustible Celluloid voit Secret comme le plus enchanteur, caractéristiques captivantes du Festival du film de San Francisco de 2008. « Pendant environ une heure, Secret offre un triangle amoureux très satisfaisant qui m’a fait apprécier ça. Puis il se transforme en autre chose qui m'a fait aimer ça. »

## Récompense et nominations
- 27e cérémonie des Hong Kong Film Awards.
  - Nomination : Meilleur film asiatique.

- 44e Golden Horse Film Festival.
  - Lauréat : meilleure chanson originale de film (Vincent Fang, Jay Chou).
  - Lauréat : meilleurs effet visuel (Victor Wong, Eddy Wong, Ming Cheung Yiu, Donnie Lai).
  - Lauréat : film taïwanais le plus remarquable de l’année.
  - Nomination : Meilleur second rôle (Alice Tzeng).
  - Nomination : Meilleure bande originale.
  - Nomination : Meilleur cinéaste taïwanais de l’année.

- 19e Golden Melody Awards.
  - Prix du Meilleur Producteur.
  - Prix du meilleur compositeur.